# Vallées et côteaux thermophiles de la région de Maurs
Vallées et côteaux thermophiles de la région de Maurs este o arie protejată (sit de importanță comunitară — SCI) din Franța întinsă pe o suprafață de 119 ha, integral pe uscat.

## Localizare
Centrul sitului Vallées et côteaux thermophiles de la région de Maurs este situat la coordonatele 44°38′57″N 2°11′34″E / 44.64917°N 2.19278°E.

## Înființare
Situl Vallées et côteaux thermophiles de la région de Maurs a fost declarat arie specială de conservare în baza directivei 92/43 din 1992 referitoare la conservarea habitatelor naturale și a faunei și florei sălbatice pentru a proteja un număr necunoscut de specii din flora spontană și fauna sălbatică aflate în arealul zonei.

## Biodiversitate
Situată în ecoregiunea continentală, aria protejată conține 8 habitate naturale: Pseudostepă cu ierburi și specii anuale de Thero-Brachypodietea, Păduri de fag din Europa Centrală dezvoltate pe sol calcaros cu Cephalanthero-Fagion, Formațiuni de Juniperus communis pe lande sau pajiști calcaroase, Păduri de fag Asperulo-Fagetum, Pante stâncoase calcaroase cu vegetație casmofită, Fânețe de joasă altitudine (Alopecurus pratensis, Sanguisorba officinalis), Pajiști uscate seminaturale și facies de acoperire cu tufișuri pe substraturi calcaroase (Festuco-Brometalia) (* situri importante pentru orhidee), Pajiști carstice calcaroase sau bazofile, de Alysso-Sedion albi.
La baza desemnării sitului se află un număr nedeclarat de specii protejate.
Pe lângă speciile protejate, pe teritoriul sitului au mai fost identificate 86 de specii de plante, 3 specii de nevertebrate, 1 specie de reptile.